# 越冬野菜

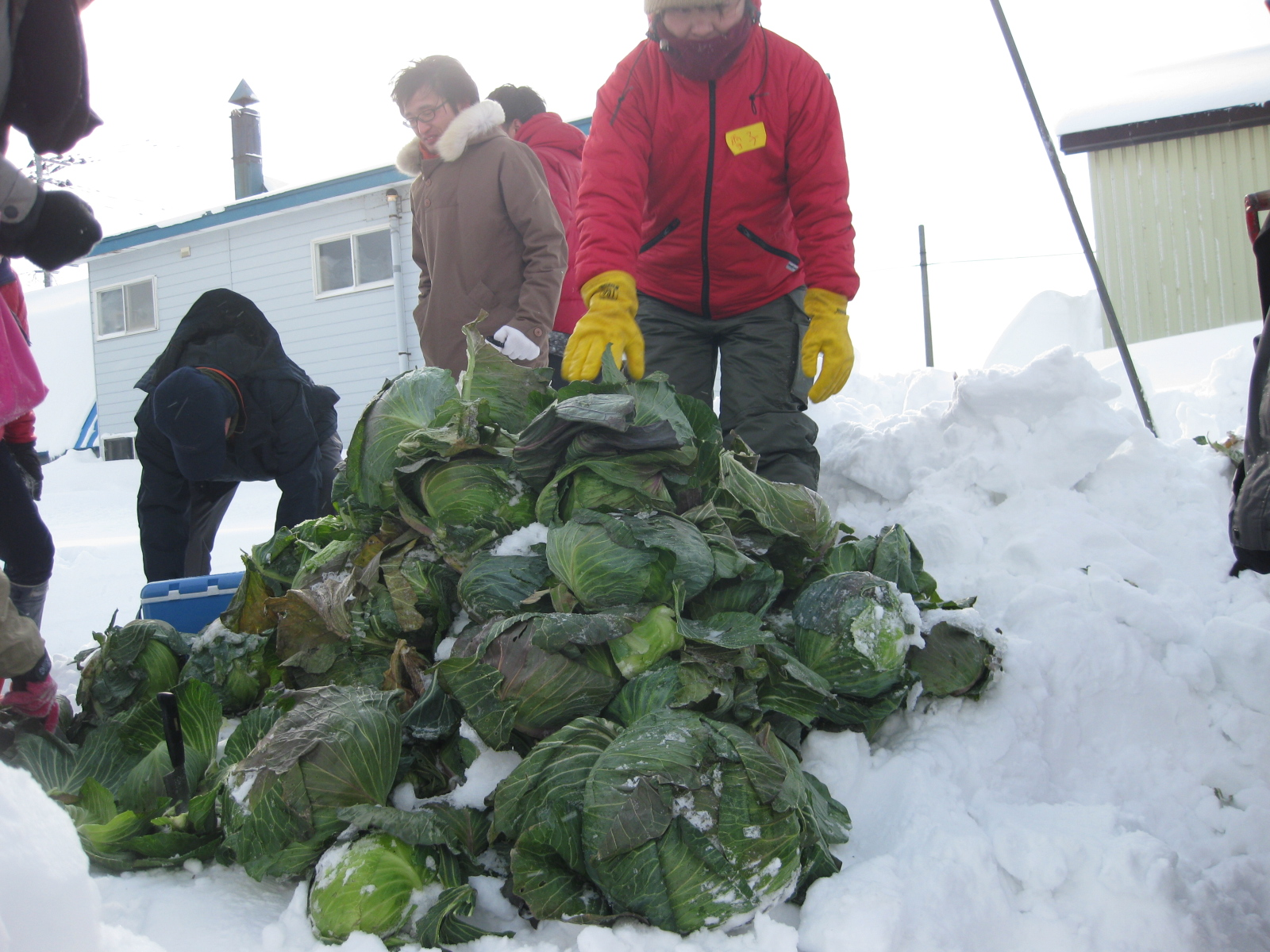
越冬キャベツ

越冬野菜（えっとうやさい）は、晩秋の季節に収獲された野菜（土付きの状態のまま）を土の中・雪の中・地下室などに保存し、厳しい冬を乗り越える（越冬）ための保存食である。

## 概要
貯蔵することで、野菜の収獲量が落ちる冬の時期にも食べることが出来る知恵である。北海道・東北など雪が深い地域では、雪の中に貯蔵することで、新鮮で甘味が増した野菜を味わうことが出来る。

## 雪が深い地域での生産方法
生産農家では、晩秋に収穫した野菜を畑に放置し、冬季に雪に埋もれた野菜を掘り出す方法で出荷する。冬季は気温低下、降雪・積雪により野菜の栽培が困難なため、保存方法として発達した。雪の中は、常に0度の状態で保たされ、野菜は、自身の持つアミノ酸を糖分に分解し凍結しないようにするため、糖度が増す。

## 主な青果物
キャベツ、ダイコン、ニンジン、ゴボウ、ジャガイモ、長ネギ、リンゴなど。雪の下で生産する葉物野菜はホウレンソウ（ちぢみホウレンソウ）、ユキナ、コマツナ（ちぢみ小松菜）などがある。

### キャベツ

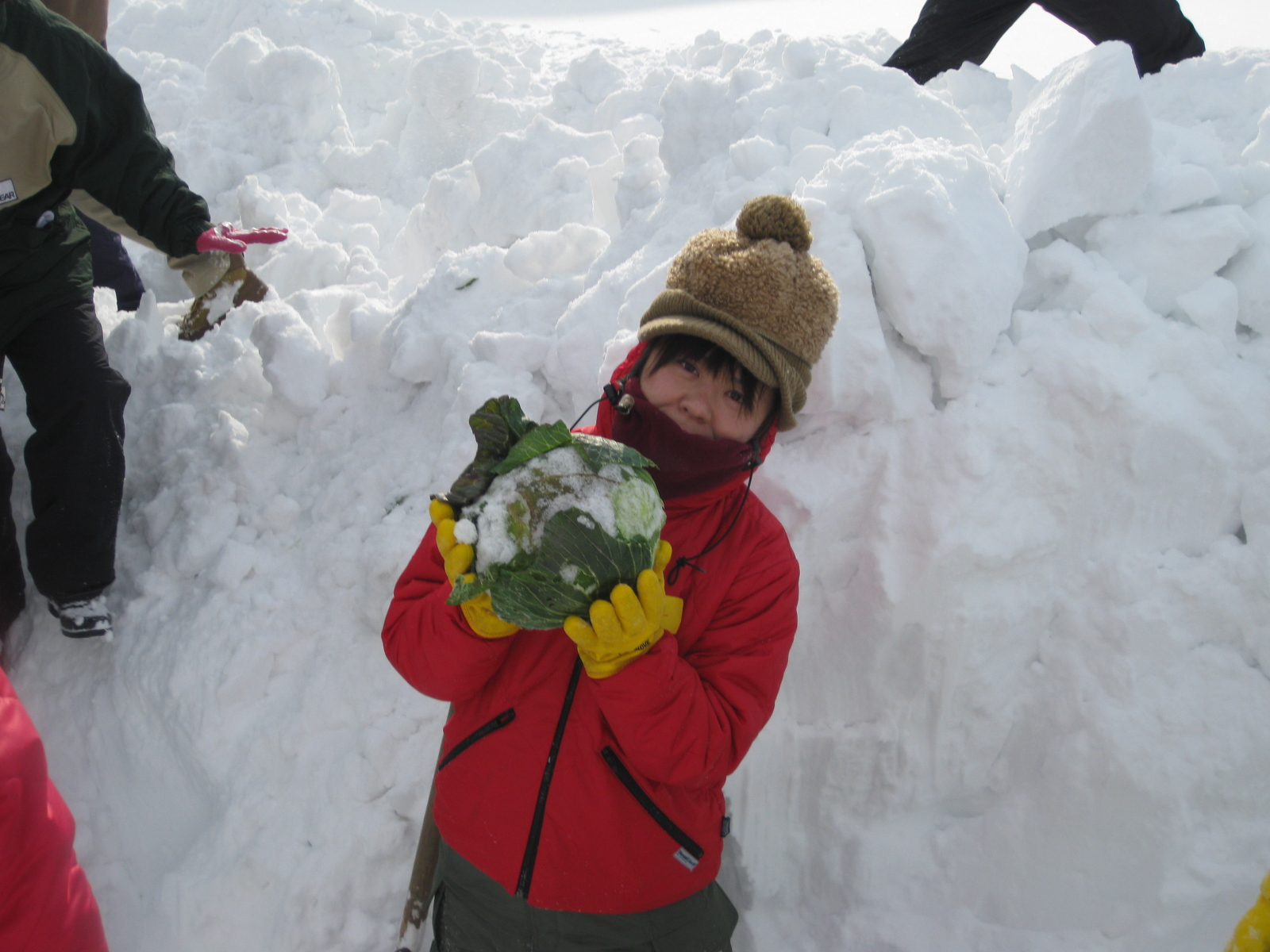
越冬キャベツ

北海道内では上川郡和寒町が発祥のブランド「越冬キャベツ」が有名。果実よりも甘い高い糖度とシャキシャキとした食感が特徴。その他の生産地域は剣淵町、函館市亀田など。道外では、長野県、山形県などで生産される。その他の名称は「冬キャベツ」「雪の下キャベツ」「雪下キャベツ」「雪中キャベツ」「雪中甘藍」など。

### ダイコン
北海道内では函館市亀田町産ブランド「雪の下大根」が有名。晩秋に収穫したダイコンを畑に敷き詰め土で覆い隠し、雪に埋もれたものを掘り出す。出荷する際には首の部分と先端が切り落とす。出荷時期は雪解けが終盤になる3月上旬まで。道外では、山形県などで生産される。その他の名称は「越冬大根」「冬大根」「雪下大根」「雪中大根」などと呼ばれる。